# Renata Vasconcellos
Renata Vasconcellos, all'anagrafe Renata Fernandez Vasconcellos (Rio de Janeiro, 10 giugno 1972) è una giornalista e conduttrice televisiva brasiliana.

## Biografia
Renata Vasconcellos ha iniziato la sua carriera come giornalista per Globo News. Dal 2003 al 2013 ha condotto Bom Dia Brasil. Nel 2013 le è stata affidata la conduzione di Fantástico, che ha abbandonato dopo solo un anno per dedicarsi a Jornal Nacional, telegiornale che presenta dal 2014. Nel 2015 ha vinto un Melhores do Ano come Miglior giornalista.